# Рыбное (Омская область)
Рыбное — исчезнувшая деревня в Любинском районе Омской области. Располагалась на территории современного Протопоповского сельского поселения. Точная дата упразднения не установлена.

## География
Располагалась в 3 км к юго-востоку от деревни Ровная Поляна.

## История
Основано в 1913 г. немцами переселенцами из Причерноморья. До 1917 г. меннонитское село Омского уезда Акмолинской области. Колхоз им. К. Цеткин. В 1928 г. посёлок Рыбное состоял из 32 хозяйств, основное население — немцы. В составе Протопоповского сельсовета Любинского района Омского округа Сибирского края.

## Население
| год     | 1920 | 1926 |
| ------- | ---- | ---- |
| человек | 153  | 234  |